# 万贤纲
万贤纲（1973年2月—），江西南昌人，中国民主同盟盟员，南京大学物理学院教授，主要研究领域为计算凝聚态物理研究和材料设计、新型超导等。中华人民共和国教育部2016年度“长江学者”特聘教授。

## 生平
1990至1997年，就读于南京大学，先后获得学士、硕士、博士学位；2001年至今，于同校任教。